# Management Information Base

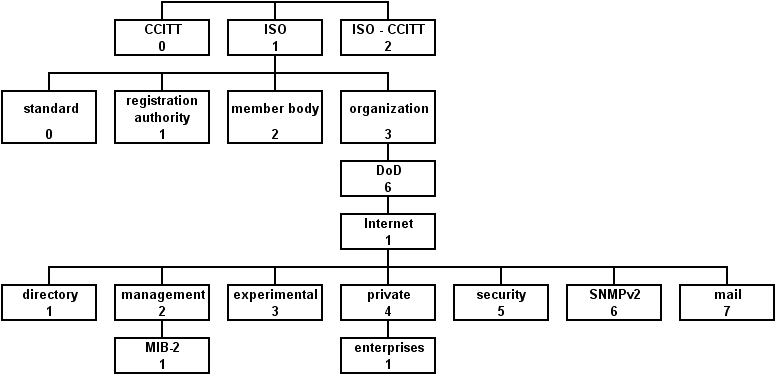
Arborele standardului MIB SNMP

Management Information Base (MIB) este un termen care desemnează informația referitoare la configurare și funcționare care este stocată într-un echipament de comunicații (în general aflat în altă locație decât sistemul care îl monitorizează), informație ce poate fi interogată sau modificată de la distanță prin intermediul protocoalelor de rețea (de exemplu SNMP).
Modelul MIB este standardizat internațional prin RFC 1155 la care se adaugă modificări ulterioare (RFC 1157-SNMP sau RFC 1213-TCP/IP). Principial, MIB este un fișier ASCII în care informația are o reprezentare tabelară - câmpul de variabile corespunzător fiecarui obiect fiind subiectul interogării sau modificării sus-menționate. MIB este prezent în aproape toate echipamentele de comunicații: router, switch, ADM, etc.